# Sekunda (geografia)
Sekunda geograficzna – jednostka do pomiaru kątów pomiędzy równikiem a równoleżnikiem przechodzącym przez dany punkt na Ziemi (tylko szerokość geograficzna), lub południkiem zerowym a południkiem przechodzącym przez dany punkt na Ziemi (tylko długość geograficzna). 
Na powierzchni Ziemi odcinek jednej sekundy geograficznej równa się 30,87 m wzdłuż każdego południka i tyle samo po obwodzie równika. Im dalej od równika na północ lub południe, tym odcinek sekundy kątowej po obwodach kolejnych równoleżników jest mniejszy, a na samych biegunach geograficznych odcinek ten skraca się do zera.
1 sekunda = 3600 kwart = 60 tercji = 1/60 minuty = 1/3600 stopnia
czyli
 1″ = 3600⁗ = 60‴ = 1/60′  = 1/3600°